# Åke Wallenquist
Åke Anders Edvard Wallenquist (* 16. Januar 1904 in Västervik; † 8. April 1994 in Uppsala) war ein schwedischer Astronom.
Er arbeitete zwischen 1928 und 1935 am niederländischen Bosscha-Observatorium in Indonesien. 1948 erhielt er eine Stelle als Assistenzprofessor am Observatorium Kvistaberg der Universität Uppsala. Er begann mit der Erforschung von Doppelsternen, aber bald wurden Offene Sternhaufen und ihre Eigenschaften zu seinem Hauptforschungsgebiet. Wallenquist war ein eifriges Mitglied der Königlich Schwedischen Akademie der Wissenschaften in Stockholm sowie der Königlichen Gesellschaft der Wissenschaften in Uppsala. Ab den 1950er Jahren war er der führende Autor für populärwissenschaftliche Astronomie in Schweden. Seine Bücher weckten das Interesse für Astronomie in Generationen junger Menschen.

## Auszeichnungen
1979 erhielt er den Karin Gierow Preis der Svenska Akademien.
Im selben Jahr wurde der Asteroid (2114) Wallenquist nach ihm benannt.